# تپه گرایلی
تپه گرایلی مربوط به عصر آهن است و در شهرستان شاهرود، بخش میامی، روستای سوداغلن واقع شده و این اثر در تاریخ ۲۵ خرداد ۱۳۸۱ با شمارهٔ ثبت ۵۸۶۵ به‌عنوان یکی از آثار ملی ایران به ثبت رسیده است.